# Matías Villablanca
Matias Javier Villablanca Moyano (San Vicente de Tagua Tagua, Región de O'Higgins, 26 de noviembre de 1996), es un exfutbolista chileno que jugaba de mediocampista. 

## Biografía
Villablanca durante su infancia sintió una fuerte pasión por el futbol lo que lo llevaría a practicarlo a tal punto que incluso lograría entrar en las inferiores de Everton de Viña del Mar, aunque no lograría debutar.

### General Velásquez
En el año 2016 llegaría al plantel de General Velásquez que disputaba la Tercera División A de Chile, tanto el club como el tendrían una discreta participación esa temporada.

### Deportes Rengo
Para la Temporada 2017 llegaría al Club de Deportes Rengo, con la "oro y Cielo" lograría una destacada participación logrando casi el ascenso quedando en tercer lugar, aunque a final de temporada tomaría la decisión de retirarse para poder estudiar.

### Regreso a General Velásquez
Tras tres años, Villablanca volvería a las canchas con el equipo de su natal San Vicente, General Velásquez aquí mostraría su talento y hasta el momento sus más destacadas hazañas y goles, incluso en partido de Copa Chile del año 2022 Villablanca le marcaria a Universidad de Chile en el empate a 2 por el partido de vuelta.
Al Finalizar su contrato se retiraría.

## Clubes
| Club                      | Div.             | Temporada        | Liga  | Liga  | Copas nacionales | Copas nacionales | Torneos internacionales | Torneos internacionales | Total | Total |
| Club                      | Div.             | Temporada        | Part. | Goles | Part.            | Goles            | Part.                   | Goles                   | Part. | Goles |
| ------------------------- | ---------------- | ---------------- | ----- | ----- | ---------------- | ---------------- | ----------------------- | ----------------------- | ----- | ----- |
| General Velasquez · Chile | 3.ª              | 2020             | 21    | 1     | 0                | 0                | —                       | —                       | 21    | 1     |
| General Velasquez · Chile | 3.ª              | 2021             | 19    | 2     | 1                | 0                | —                       | —                       | 20    | 2     |
| General Velasquez · Chile | 3.ª              | 2022             | 18    | 5     | 4                | 2                | —                       | —                       | 22    | 7     |
| General Velasquez · Chile | 3.ª              | 2023             | 21    | 2     | 1                | 0                | —                       | —                       | 22    | 2     |
| General Velasquez · Chile | 3.ª              | Total club       | 79    | 10    | 6                | 2                | 0                       | 0                       | 85    | 12    |
| Total en carrera          | Total en carrera | Total en carrera | 79    | 10    | 6                | 2                | 0                       | 0                       | 85    | 12    |
| 1. 2.                     |                  |                  |       |       |                  |                  |                         |                         |       |       |

## Vida Privada
Familiares suyos también fueron Futbolistas profesionales, Malcolm Moyano, Mauro Donoso, Iván Ahumada.

## Enlaces Externos
Ficha en Transfermarkt
Ficha en ceroacero
Ficha en soccerway
- Datos: Q130629568